# Nino Schibetta
Antonino "Nino" Schibetta è uno dei personaggi della serie TV statunitense Oz, interpretato da Tony Musante.

## Storia del personaggio
Nino Schibetta è il detenuto numero 95S604, condannato il 12 dicembre del 1995, con l'accusa di essere il mandante di un duplice omicidio, a 120 anni di carcere con possibilità di vigilata non prima di 70.
Fino alla sua morte, Nino era il più potente prigioniero di Oz. Tutto quello che voleva gli era concesso, come un acquario tutto per lui in Paradiso, pranzi speciali eccetera. A differenza degli altri carcerati e agli stereotipati capi mafia, Nino è calmo, ponderato, contenuto e acculturato. È profondamente innamorato di sua moglie e si strugge quando viene a sapere della sua morte a causa del cancro.
Nino è il capo dei prigionieri italiani e li tratta col pugno di ferro. Si occupa del contrabbando con estremo successo ed è capace di far entrare ad Oz qualsiasi oggetto, legale o meno. È in affari con diversi membri dello staff della prigione, e tratta gli altri detenuti con rispetto, ma non esita ad uccidere chi non dimostra rispetto a lui o agli altri italiani. A causa di Dino Ortolani, si creano delle discrepanze con gli zombie ed è profondamente addolorato quando viene a sapere dal figlio che la moglie è malata di cancro.
Dopo le morti e l'avvertimento da parte di McManus e Glynn sullo spaccio di droga, gli italiani e gli zombie fanno pace e decidono di lavorare insieme. Nel frattempo O'Reily diventa alleato degli italiani, dopo che in passato Nino aveva ordinato di ucciderlo. E lui, insieme ad Simon Adebisi, in cucina mettono ogni giorno del vetro nel piatto di Nino così da frantumargli pian piano le interiora. Nell'arco di pochi mesi Nino muore a causa di una emorragia interna, senza che nessuno sospetti dei due.